# 饮水疗法
饮水疗法是1970年代、日本首相田中角荣访华以后流行的一种辅助性治疗方法。民间传说这种疗法源自日本，难以确定是时间上的巧合还是真有事实根据。
办法为每天早上起床之后，空腹喝三杯凉开水。部分支持者认为可以清洗肠胃中的残留废物，保持人体所需水（水分在人体体重比例中占70%多）的正常供应，对慢性肥厚性胃炎、慢性萎缩性胃炎、浅表性胃炎、消化道溃疡、慢性肠炎、慢性消化系统疾病有一定疗效。
也有支持者认为，它有降低血黏度，流畅血液、预防中风的效果；对便秘、胃酸过多、下痢、膀胱炎、尿道结石……等，均有缓解之效；甚至有的支持者认为，说它有冬天预防感冒、减肥、延年益寿、纠正羊水过少和矫治异常胎位等作用。
由于这种疗法简易可行，不需复杂的技巧、操作程序，额外耗费金钱，迎合了当时人们讲究养生的心理要求。喝过的人有说神清气爽，胃口好，消化功能增强，于强身健体有明显疗效。总之通过口口相传，互相模仿，一时间在全国范围广为流行。虽然那个时代人们行为总体上带有反智性盲从特点，但它对经济落后、医疗条件欠发达状况下的健身防病，人们保健的一个补充。其盛况比较前些年的鸡血疗法更有过之。
医疗专业的人认为这样会造成有益菌群失调，反而不利于保健。尤其是出汗后喝水，血液中的盐分流失过多，吸水能力就降低，水分通过细胞膜进入细胞内，使细胞水肿，严重者会出现头晕、眼花等“水中毒”的症状。一次饮水量过多，大量的水积聚在胃肠中，使人胸腹感到胀满，不利健康。饮水过多，还会冲淡胃液，导致胃肠的吸收能力减弱。因此提倡“少量多饮”。[注]
一些文革回忆文章常把它和“鸡血疗法”、“甩手疗法”、“红茶菌（海宝）”、“针灸治聋哑”并列；其实饮水疗法和甩手疗法这两种方法，实际流传时间更长一些。